# Torhäuser am Neutor

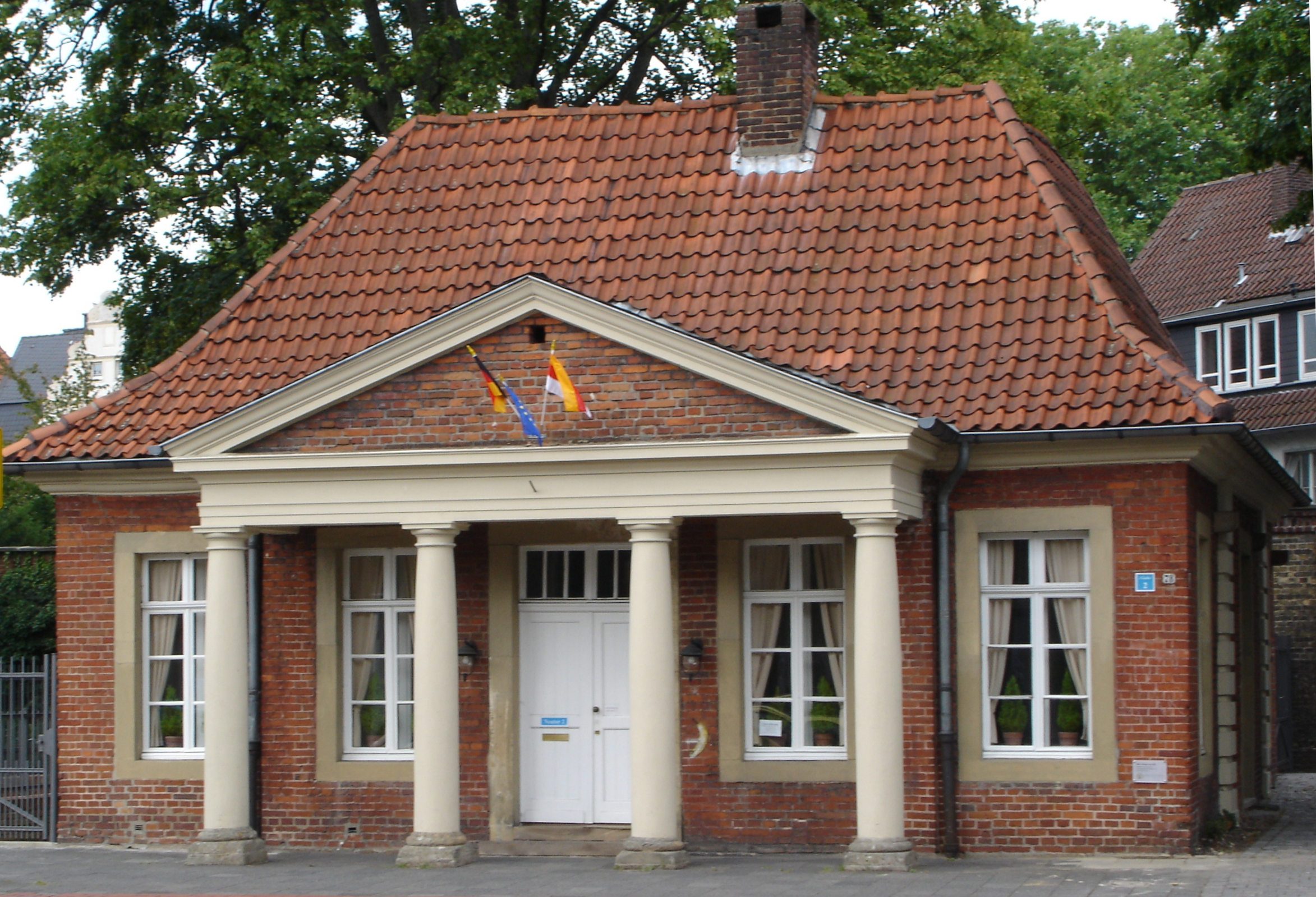
Das nordöstliche Torhaus

Die beiden Torhäuser am Neutor in Münster in Westfalen sind neben dem Mauritztor die einzigen noch erhaltenen Torhäuser der Stadt, die nach der Schleifung der Stadtbefestigung angelegt wurden. Weiterhin sind sie neben den in die Städtischen Bühnen integrierten Überresten des Romberger Hofes die einzigen von Wilhelm Ferdinand Lipper erhaltenen Gebäude in Münster. Beide Torhäuser am Neutor stehen unter Denkmalschutz.

## Geschichte
Nach der Schleifung der Stadtbefestigung in den 1770er Jahren wurde zunächst Johann Conrad Schlaun, der auch schon für die Planung und den Bau des Fürstbischöflichen Schlosses verantwortlich war, mit Um- und Neugestaltung der Anlagen beauftragt. Nach seinem Tod 1773 war es Wilhelm Ferdinand Lipper, dem diese Aufgabe übertragen wurde. Lipper errichtete im Jahre 1778 am Neutor am nördlichen Ende des heutigen Schlossplatzes zwei im Stil des Frühklassizismus gehaltene, sich gegenüberstehende Wachhäuser, von denen aus der Zutritt zur Stadt kontrolliert werden sollte. Die ursprüngliche Benennung als Maxtor bezog sich auf den Auftraggeber, Fürstbischof Maximilian Franz von Österreich.
Das südwestliche Torhaus direkt neben dem heutigen 1. Deutsch-Niederländischen Korps diente zunächst als Torschreiberei. Später ging es in den Besitz des Bundes über, bevor es nach längerem Leerstand an eine Privatperson verkauft wurde.
Das nordöstliche Torhaus diente zunächst als die eigentliche Wache, bevor sie 1891 mit der seit 1847 im Stadtweinhaus untergebrachten Hauptwache vereinigt wurde. Die Auflösung der Wache erfolgte im Jahre 1918. Nachdem die Torhäuser die Luftangriffe auf Münster im Zweiten Weltkrieg  praktisch unbeschadet überstanden hatten, nutzte die Druckerei Tumbrink das Gebäude in den Jahren von 1945 bis 1966. Anschließend diente es der Finanz- und Zollverwaltung, bevor es ab 1981 als Galerie für den Fachbereich Design der Fachhochschule Münster genutzt wurde. Ab 1997 stand das Gebäude leer und im Jahre 2000 übernahm die Stadt Münster das Gebäude, das sich zuvor in Bundesbesitz befand. Seit dem Jahr 2004 ist der Stadtheimatbund Münster Mieter des nordöstlichen Torhauses, der nach einer umfassenden Renovierung sein Büro und Informationsportal dort eingerichtet hat.

## Architektur
Die beiden Häuser bestehen überwiegend aus rotem Backstein, während die Tür- und Fenstergewände aus Sandstein bestehen, ebenso wie das Kranzgesims, das den kompletten Bau umschließt. Die zur Straße gerichtete Front der beiden Häuser wurde recht aufwendig gestaltet: Sie verfügen jeweils über einen Portikus, einen Mitteleingang und Lisenen mit Fugenschnitt. Der Portikus selbst besteht aus jeweils vier Säulen, die mit dorischen Kapitellen verziert sind und ein Gebälk mitsamt Dreiecksgiebel tragen.
Koordinaten: 51° 58′ 1,6″ N, 7° 36′ 56,8″ O